# Cerkaski, Montana
Cerkaski (în bulgară Черкаски) este un sat în comuna Vărșeț, regiunea Montana,  Bulgaria. 

## Demografie
Componența etnică a satului Cerkaski
     Bulgari (98,97%)
     Nicio identificare (1,02%)
     Altele (0%)
La recensământul din 2011, populația satului Cerkaski era de 293 locuitori. Din punct de vedere etnic, majoritatea locuitorilor (98,97%) erau bulgari. Pentru 1,02% din locuitori nu este cunoscută apartenența etnică.